# Marcha dos Voluntários
"Marcha dos Voluntários" (em chinês: 義勇軍進行曲; em pinyin: Yiyonggjun Jinxingqu) é o atual hino nacional da República Popular da China. Foi adotado em 1949 quando o Partido Comunista Chinês subiu ao poder, substituindo o anterior hino "San Min Chu I" (Os Três Direitos do Povo), que continua como o hino da República da China, depois do seu exílio para Formosa. "Marcha dos Voluntários" tem letra de Tian Han com música de Nie Er. O tipo de ritmo nesta composição é uma marcha. Foi tocada pela primeira vez em 1934 em Xangai, proclamando tanto a letra e a música como o hino nacional. Em 2004, a Marcha dos Voluntários foi inscrita na Constituição da República Popular da China com o artigo 136.